# Барбисайз
«Барбисайз» — совместный сингл Доры и Мэйби Бэйби, выпущенный 14 декабря 2021 года лейблом Rhymes Music и вошедший в альбом Доры Miss.

## Описание
«Барбисайз» является вторым совместным синглом исполнительниц. В треке используются отсылки на боевик «Ангелы Чарли», игру Grand Theft Auto, и сравнения с такими исполнителями, как Игги Поп и Игги Азалия.
Несколько недель после релиза трек занимал ведущие позиции в российском и украинском чартах Spotify и мировом чарте Genius.

## Отзывы
Владислав Шеин из ТНТ Music добавил трек в список «треки недели». По мнению рецензента в треке — «Мэйби Бэйби пофлексила в своей фирменной речитативной манере, Дора отвечала за мелодическую часть».
Портал Newsmuz отметил, что в треке «Девушки поют про печаль и боль, которую доставляют измены парней».

## Чарты
| Чарт (2021)               | Высшая позиция |
| ------------------------- | -------------- |
| Россия (Spotify)          | 3              |
| Украина (Spotify)         | 6              |
| Россия (YouTube Music)    | 20             |
| Россия (Top YouTube Hits) | 68             |
| Мир (Genius)              | 3              |